# Johan Dreyer

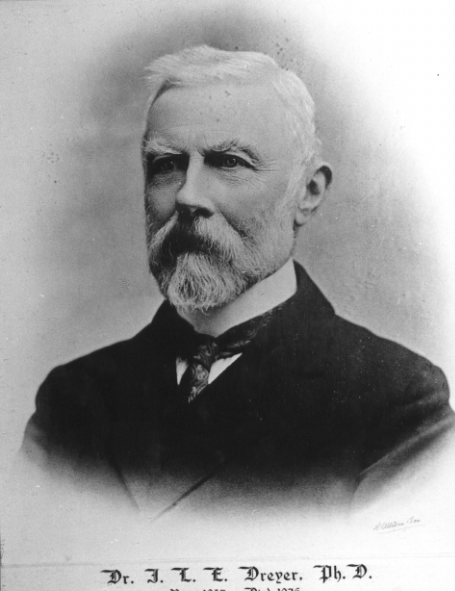
Johan Dreyer

Johan Ludvig Emil Dreyer of John Louis Emil Dreyer (Kopenhagen, 13 februari 1852 - Oxford, 14 september 1926) was een Deens/Britse astronoom.
Dreyer is het meest bekend geworden door zijn publicaties van de New General Catalogue en diens twee supplementen, de Indexcatalogi waarin ruim 13.000 nevelachtige objecten worden gecatalogiseerd. De NGC en IC catalogi worden thans, na enige revisies, nog steeds algemeen gebruikt onder astronomen.
Als geschiedschrijver van de astronomie is hij tevens auteur van een biografie van zijn landgenoot Tycho Brahe en een geschiedenis van de sterrenkunde.
Ook publiceerde hij de volledige astronomische werken van William Herschel en Tycho Brahe.
De door J. L. E. Dreyer ontdekte en onderzochte deepsky objecten, opgenomen in de New General Catalogue en Index Catalogue zijn NGC 372 (ontdekt door Heinrich d'Arrest, onderzocht door J. L. E. Dreyer), NGC 373, NGC 1195, NGC 1276, NGC 1279, NGC 1281, NGC 1446, NGC 3069, NGC 3698 (ontdekt door Robert Stawell Ball als NGC 3695, onderzocht door J. L. E. Dreyer als NGC 3698), NGC 4009, NGC 4011, NGC 4015-1, NGC 4015-2, NGC 4018, NGC 4021, NGC 4022, NGC 4023, NGC 5226 en IC 990, sterrenstelsel in de Ossenhoeder.